# 死海
死海（しかい、アラビア語: الْبَحْرُ الْمَيِّتُ、ヘブライ語: יָם הַמֶּלַח、英語: dead sea）は、中東にある塩湖。西側はイスラエルおよびヨルダン川西岸地区、東側はヨルダンと接する。湖面の海抜は地表で最も低く、マイナス433m（2019年）である。歴史的に様々な名前で呼ばれたが、現在の名称「死海」はアラビア語名に由来する。
湖面の面積は605平方キロメートル（2016年）。1960年代の約1000平方キロメートルから大幅に縮小した（詳細は#湖面低下問題を参照）。

## 形成
死海は、東アフリカを分断する大地溝帯が紅海からアカバ湾を通ってトルコ（アナトリア半島）に延びる断層のほぼ北端に位置している。死海を含むヨルダン渓谷は、白亜紀以前にはまだ海であったと推定されている。その後の海底隆起により、パレスチナ付近の高原が形成されると同時に、ヨルダン渓谷付近に断層が生じたと考えられている。この断層の西側はアフリカプレートで、東側はアラビアプレートである。前者が後者を圧縮したことにより、断層を挟んで後者が北へ動いた。死海の水源はヨルダン川だけである。年間降水量は50mmから100mmと極端に少なく、気温は夏が32°Cから39°C、冬でも20°Cから23°Cと非常に高いため、湖水の蒸発が水分供給を上回る状態で、高い塩分濃度（33%）が生まれた。

## 塩分
海水の塩分濃度が約3%であるのに対し、死海の湖水は33%の塩分濃度を有する。1リットルあたりの塩分量は230gから270gで、湖底では428gである。高い塩分濃度のために湖水の比重と浮力が大きくなり、人が死海に入っても沈むことが極めて困難で、「湖面に浮かんで本が読める」湖として知られる（ただし、大量の水を飲んでの溺死事故の例はある）。また後述の例を除き、生命活動には不向きな環境であるため、湧水の発生する1か所を除き、魚類などの生存は確認されていない。死海という名称の由来もここにある。しかし、緑藻類のドナリエラ（Dunaliella salina）や古細菌類の高度好塩菌の存在は確認されている。
死海からは流れ出す川がなく、比較的高温で乾燥した気候で年間を通じて大量の水が蒸発するために塩分濃度が高くなっている。また内陸の巨大湖の特徴として、周囲の土壌に含まれていた塩分が雨によって溶け出し、下流の湖で濃縮される形となった結果、塩湖が形成されたと考えられている。さらに、ヨルダン川および主に周囲から涌き出る温泉から塩分が供給されているとも考えられている。
死海の水は塩化ナトリウム以外の塩分も多量に含んでおり、苦味が強い。にがりの主成分である塩化マグネシウムを多く含んでいる。

## 歴史

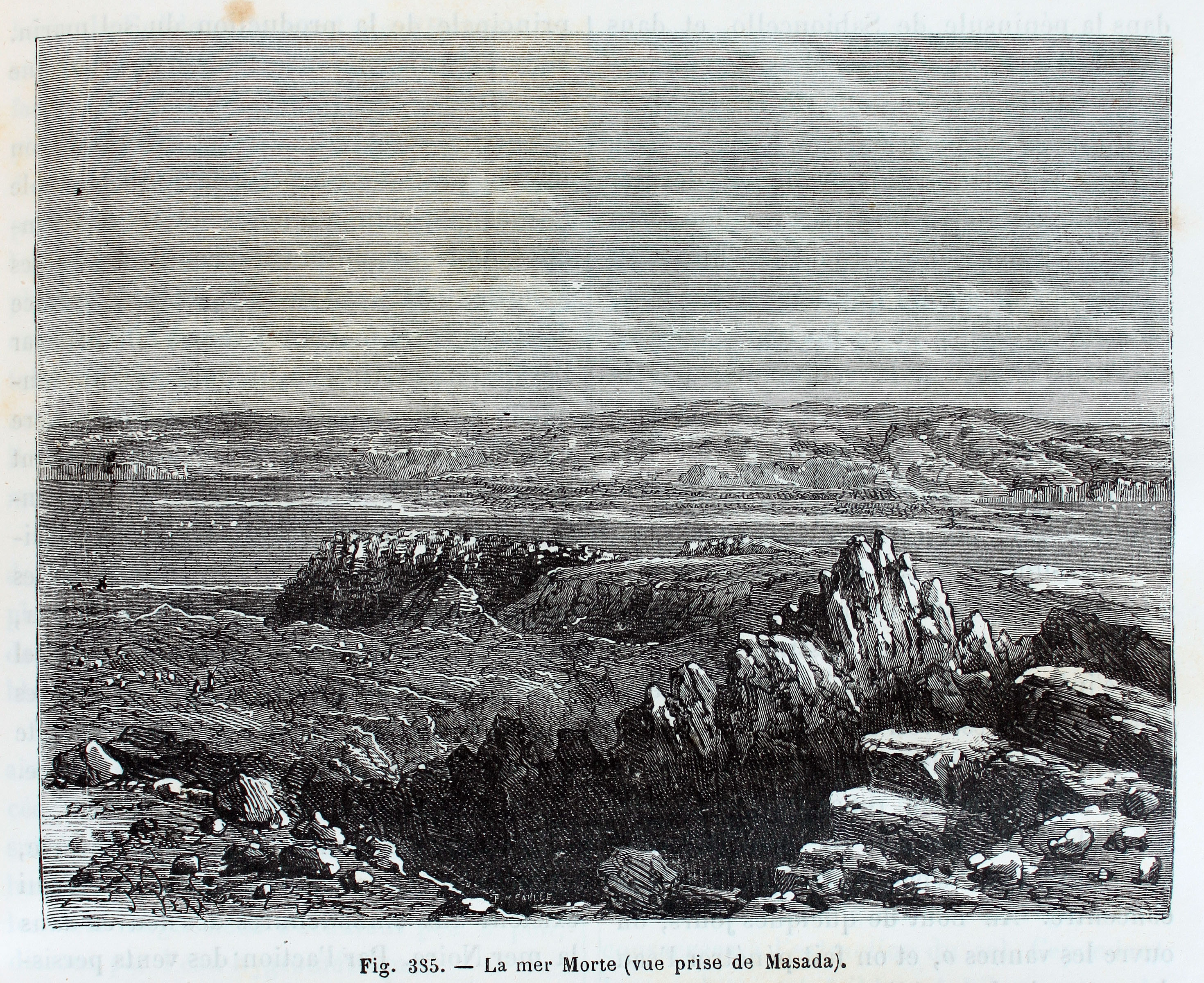
マサダより死海を望む
J.フェラ画、1870年頃

ヘブライ語では「ים המלח」（塩の海）と呼ばれ、『聖書』には「アラバの海」「東の海」などと記される。『ユダヤ戦記』によると、マカバイオスはマサダ要塞を死海の近くの断崖絶壁の山上に築いた。その後、ヘロデ大王はマサダ要塞を改修したが、73年にローマ軍の攻撃を受けて破壊された。このとき、クムラン洞窟に修道士たちが死海文書を保存していた話は特に有名である。
死海の航海の最古の記録は、1世紀から2世紀頃のタキトゥスとヨセフスによるものがある。マダバの聖ジョージ教会にあるモザイク地図には、死海と死海で生産された塩を積んだ船が描かれている。十字軍の遠征が行われた頃、死海を航行する船に対して税が徴収された記録も残っている。
1848年に、アメリカ海軍のW・F・リンチ（W.F.Lynch）率いる探検隊がヨルダン川と死海をボートで探検した。この時に史上初めて死海の湖面の標高が測定され、死海が海抜マイナス400m以下の湖であることが判明した。

## 伝説
『旧約聖書』のソドムとゴモラは神が硫黄の火で燃やしたと伝えられるが、その廃墟は死海南部の湖底に沈んだとも信じられている。これは、「シディムの谷」と「アスファルト」に関する『創世記』の描写と、死海南部の状況が似通っていることなどから、一般にもそう信じられているが、その一方で、死海南岸付近に点在する遺跡と結びつけようとする研究者も存在する。特に、死海東南部に存在する前期青銅器時代の都市遺跡Bab edh-Dhraをソドム、Numeiraをゴモラとする説が有力である。

## 経済

### 資源
周辺の井戸水に多く含まれる臭化マグネシウムから臭素が産出される。米国アーカンソー州ユニオン郡の地下水から臭素が得られるようになるまで世界最大の臭素産出地だった。現在も輸出額では世界第一位である。20世紀に入り、死海の豊富な塩分から採取される塩化カリウムを利用した化学肥料の生産が活発化した。死海の南部分はいくつもの区画に区切られた鉱物蒸発池が作られている。この化学肥料の多くはヨルダンから日本に輸出されている。また死海付近には天然ガスの埋蔵が確認され、今後はガス田開発が計画されている。
死海の周囲の砂浜から採取された死海の塩分を多量に含んだ泥が化粧品や石鹸の添加物としても珍重されており、一部のバスソルトなどにも死海の塩が利用されている。

### 観光

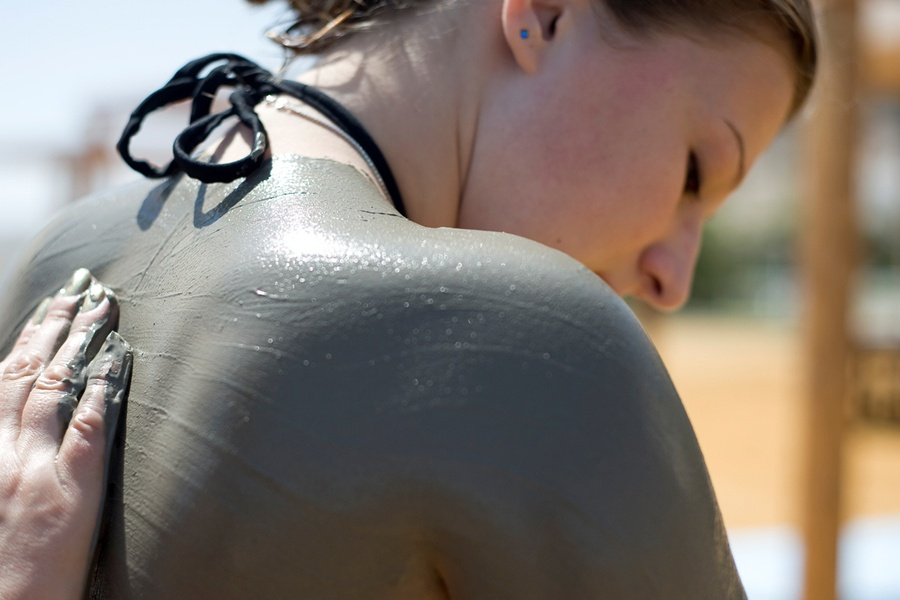
泥浴を楽しむ女性。死海は世界有数の泥浴地でもあり、美容や関節痛治療の為に多くの女性や療養者が訪れる。

観光にも力を入れており、2018年はヨルダン側に約40万人、イスラエル側に約200万人の観光客が訪れた。湖岸はリゾート開発が進んでおり、沿岸のイスラエル、ヨルダン、パレスチナ自治政府はいずれも死海地域の開発に力を入れている。イスラエル側（死海西岸）の主要観光都市としては、上死海のエン・ゲディ、下死海のエン・ボケックがある 。ヨルダン側は特に1990年代後半からのイスラエルとの関係改善を受け、2000年代に入ってホテルの建築ラッシュが起こった。
ヨルダン側には、温泉地のハママート・マイーン(マイーン温泉)、洗礼者ヨハネがイエス・キリストに洗礼を施したとされる洗礼地の遺跡アル＝マグタス、そのヨハネとサロメの伝説のあるムカーウィル(マケラス)、ロトの洞窟、ムジブ渓谷（Wadi al-Mujib）および野生動物保護区、モーセの伝説で名高いネボ山、死海博物館（死海パノラマ）、モザイク画で有名なマダバなどの観光地がある。

#### 「入浴」の際の注意

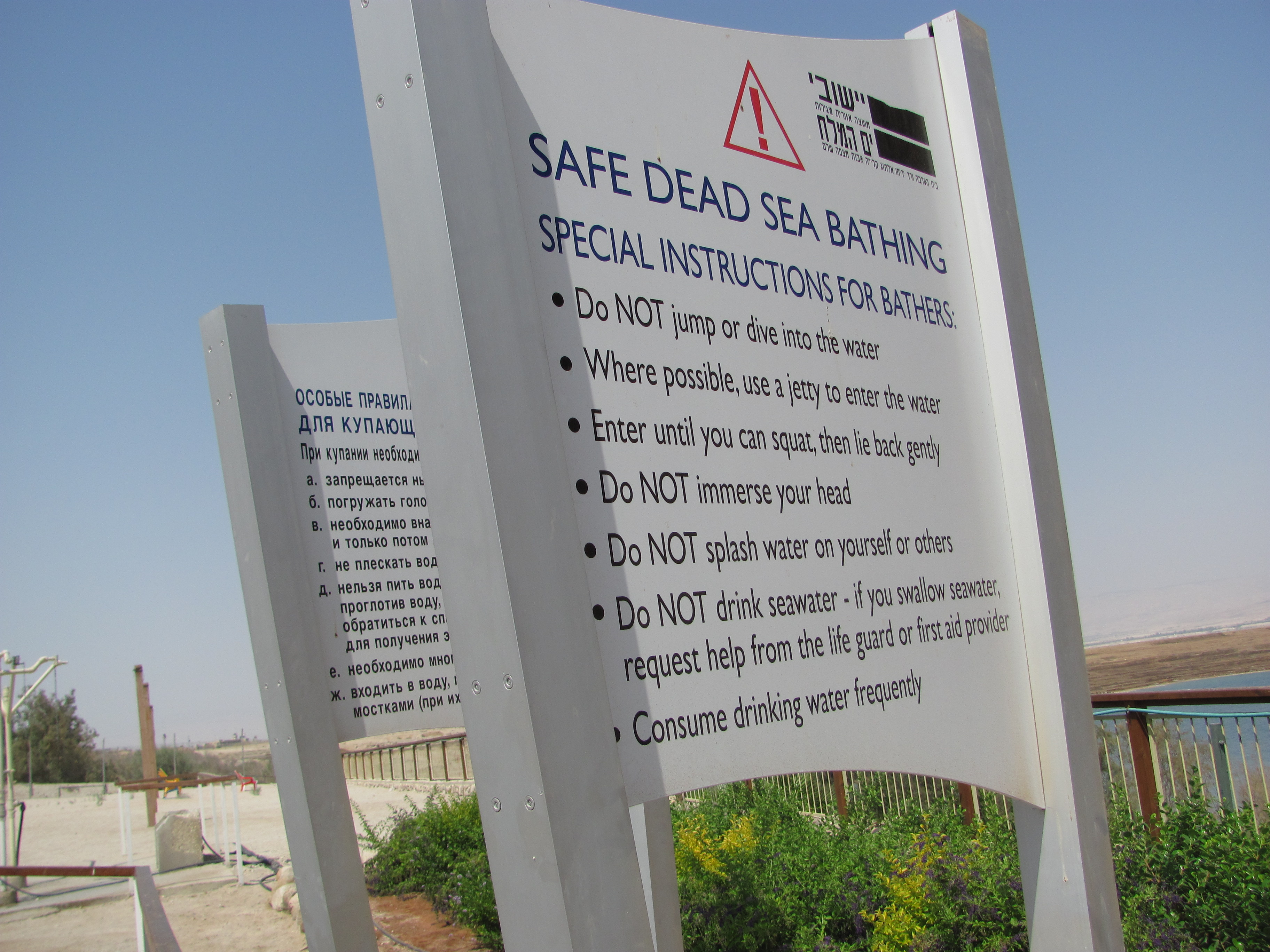
「死海での安全な入浴」に係る英字注意看板。
1.入水の際にジャンプや飛び込みは絶対するな。
2.可能な限り桟橋を利用して入水せよ。
3.入水は屈める高さまでとし、静かに横臥せよ。
4.絶対に頭を水に浸けるな。
5.絶対に自分自身や周辺の人に水しぶきをかけるな。
6.絶対に死海の水を飲むな - もしも死海の水を飲んでしまった場合は、直ちにライフガードか応急手当要員に助けを求めること。
7.入浴中は飲料水を頻繁に飲むこと。

死海を訪れる観光者の多くは死海の湖面へ自らの体を浮かべる「入浴」（Bathing）を楽しむが、現地の注意看板にもあえて「Swimming」ではなく「Bathing」という言葉が使われていることからもわかる通り、死海での「遊泳」は決して推奨されない行為である。
死海の湖水はあまりにも塩分濃度が高いために人体が浮力を失って溺れる可能性は皆無とされているが、入浴中に誤って湖水を飲み込んでしまった場合、体内のナトリウムバランスが急速に崩壊するばかりでなく、内臓に化学熱傷を引き起こす場合があり、万一湖水が肺に入ってしまうと肺炎に類似した肺機能障害を引き起こして死に至る場合がある。この状態から回復するには、輸液と利尿剤の積極投与、場合によっては人工透析や酸素吸入などの大がかりな救命救急措置が必要となる。マーゲン・ダビド公社（MDA）の統計によれば、2010年（8月時点）中イスラエル国内で水難事故でMDAの救急車に救護された人は117人で、そのうち23人が死亡しているが、死海での救護者数は21人と地中海沿岸の83人に比べて少ないながらも、ガリラヤ湖（11人）と紅海（2人）を足した数の2倍近い割合の事故者を例年出しており、イスラエル国内では2番目に危険な遊泳地として認知されているほどである。
入浴の際には現地に立てられた複数の言語表記による「安全な入浴」に関する注意看板を熟読し、最低限看板に書かれている事項は順守すべきであるが、他にも死海を複数回訪れている旅行者の間では、入浴に当たっては次のようなことにも注意が必要であると周知されている。
- 湖岸には鋭く尖った岩や岩塩が多いため、ビーチサンダルなどの履物を必ず履くこと。
- 身体に切り傷などの外傷がある場合は激痛を伴うことから入浴を避ける。男性の場合、最低でも入浴の二日前からシェービングは控える。
- やはり激痛を伴うことから、目や粘膜など皮膚の弱い部分に湖水をかけることは厳禁。
- 塩分濃度が高すぎるために衣服や水着はしばしば脱色してしまうことから、できるだけ古着や色あせた水着を持参することが望ましい。

なお、近年では死海の環境問題の啓発のため、特別な訓練を受けたスイマーが集団遠泳を行うイベントが毎年行われているが、死海の水の誤飲は命の危機に直結することから、一般的な海水浴用水中眼鏡やシュノーケルは使用できず、代わりに特別な構造のシュノーケル付きフルフェイス型水中眼鏡が着用される。それでも塩分濃度の高さから水中眼鏡が肌に触れる部分に裂傷や肌荒れを起こす場合があり、浸透圧の差により水に触れている皮膚から体内の水分が急速に失われていく（この際、皮膚表面に灼熱感を感じる者もいる）ため、30-45分に一度は水中眼鏡を外して水分や食事を取る必要があり、その際にも目や口に死海の水が入らないように細心の注意を払う必要があるなど、死海での水泳は熟練したスイマーが協力した上で十分な支援体制の下で行うことが不可欠で、世界で最も挑戦的かつ過酷な海水浴であるとも認知されている。

## 湖面低下問題

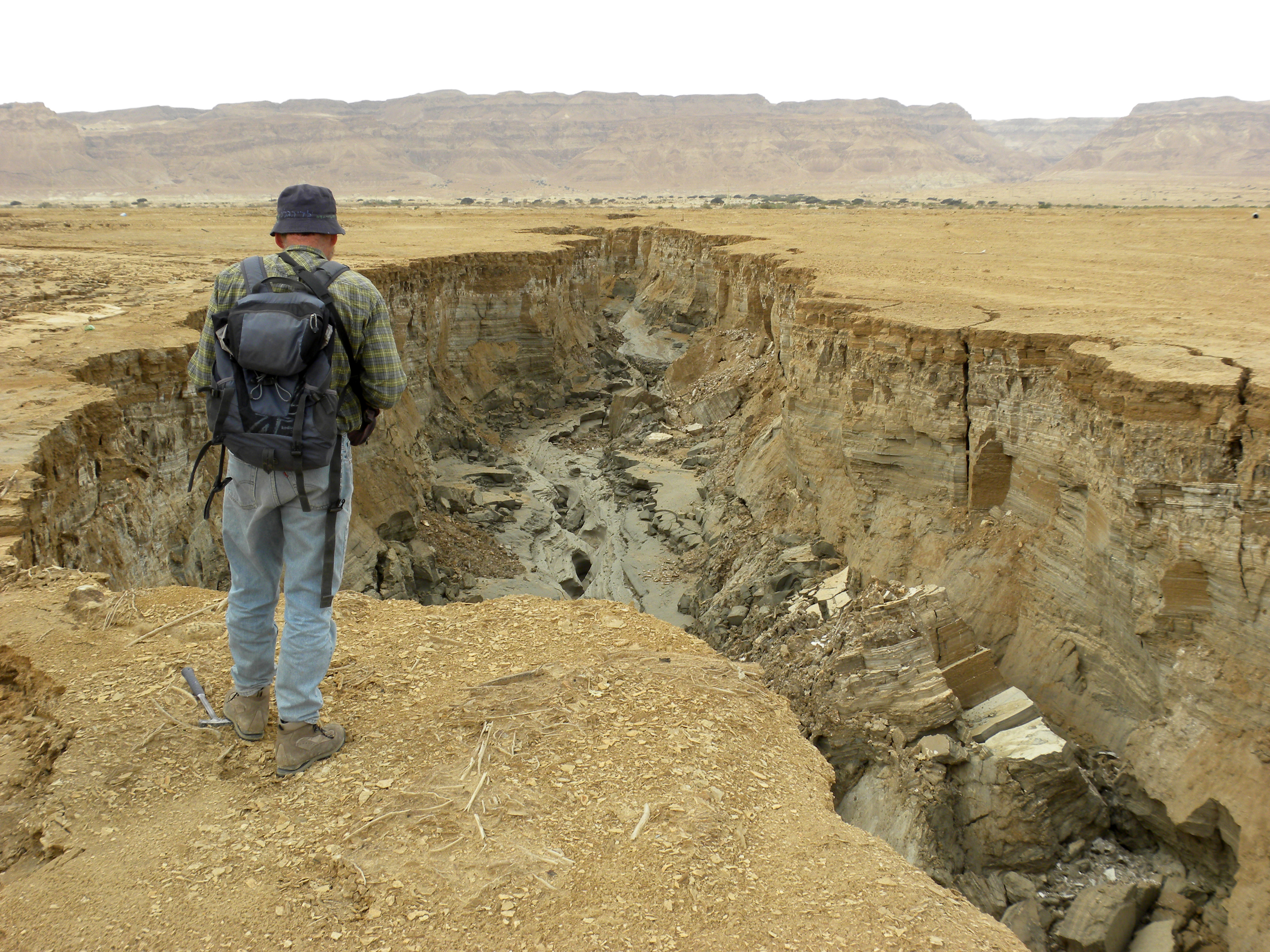
死海に注ぐワジの侵食基準面も、湖面低下に伴い低下している。

死海の湖面低下

20世紀中頃から湖面の低下が観測されている。湖岸近くでは塩に覆われた小島が湖面付近に見られるようになったほか、中央部分に突き出した半島部分（リサン半島）が近年中に対岸と接合し、2つの湖となってしまうのではないかと危惧する声が一部で上がり、2010年代末には死海分断の懸念は現実になった。その原因については、イスラエルの建国（1948年）以降、農業の盛んな同国による、ヨルダン川上流部での大規模な灌漑のための取水の影響であろうと一般に考えられている。また、死海南部での取水によるカリウム生産も水位低下の一因と考えられている。原因不明の降雨不足や、近隣のホテルが大量の井戸水を使用するようになったことも一因とされる。ヨルダン川からは飲料水も取水されているほか、ミネラルが豊富な死海の湖水を美容製品に使うための汲み上げも影響している。
イスラエル地質調査所によれば、平均で1年に1メートルのペースで湖面が低下しており、2004年には海抜マイナス417メートルだったのが、2014年には同428メートルとなっているという。2019年時点では同433メートルとさらに下がった。2050年までに完全に干上がると主張する環境団体もある。
死海の湖面の低下に連動して起こる海岸部の地盤沈下の問題も顕在化してきている。ホテルの立地している場所や農地では経済面に与える影響も懸念される。
現在、湖面の低下による死海の消滅を阻止するため、紅海と死海を結ぶ運河を建設し、紅海の海水を死海に取り入れる計画が進行している（レッドデッドプロジェクト）。ヨルダンによる計画では、アカバ付近で海水を取水し、利用可能な真水を取り出した残りの濃い塩水を死海に放水することが構想されている。
2013年12月9日、イスラエル、ヨルダン、パレスチナ自治政府は、米国首都ワシントンD.C.にある世界銀行本部において水資源の分配計画に署名した。この計画には紅海の水を死海に取り込むパイプラインの設置についても含まれており、パイプラインは全長180kmでヨルダン領内に設置される予定。完成まで約3年を見通しており、世界銀行などからの融資で賄う建設費は3億ドルから4億ドル（日本円で約309億円から412億円）と試算されている。このパイプライン設置計画には日米両政府も支援を表明したが、米国のドナルド・トランプ政権による親イスラエル政策（エルサレムの首都認定など）を受けたイスラエルとヨルダンの関係悪化により頓挫状態にある。

## ギャラリー

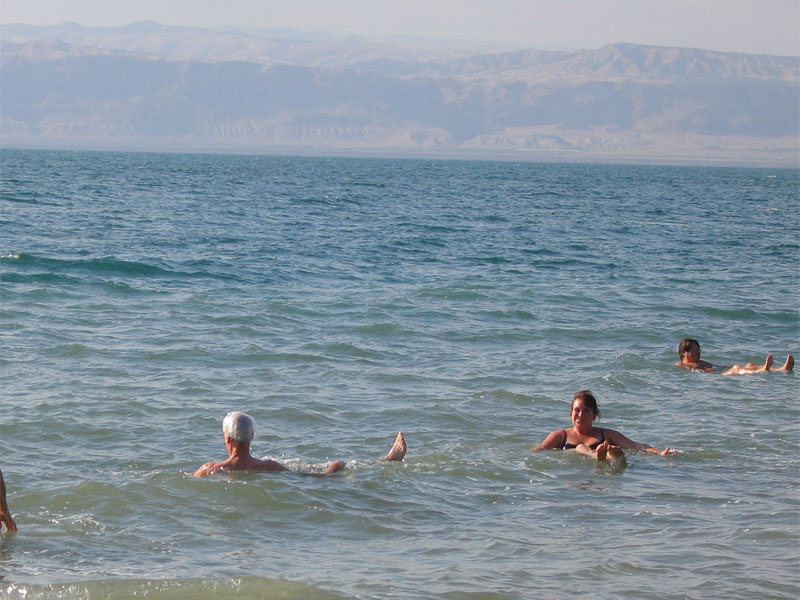
死海に浮かぶ人
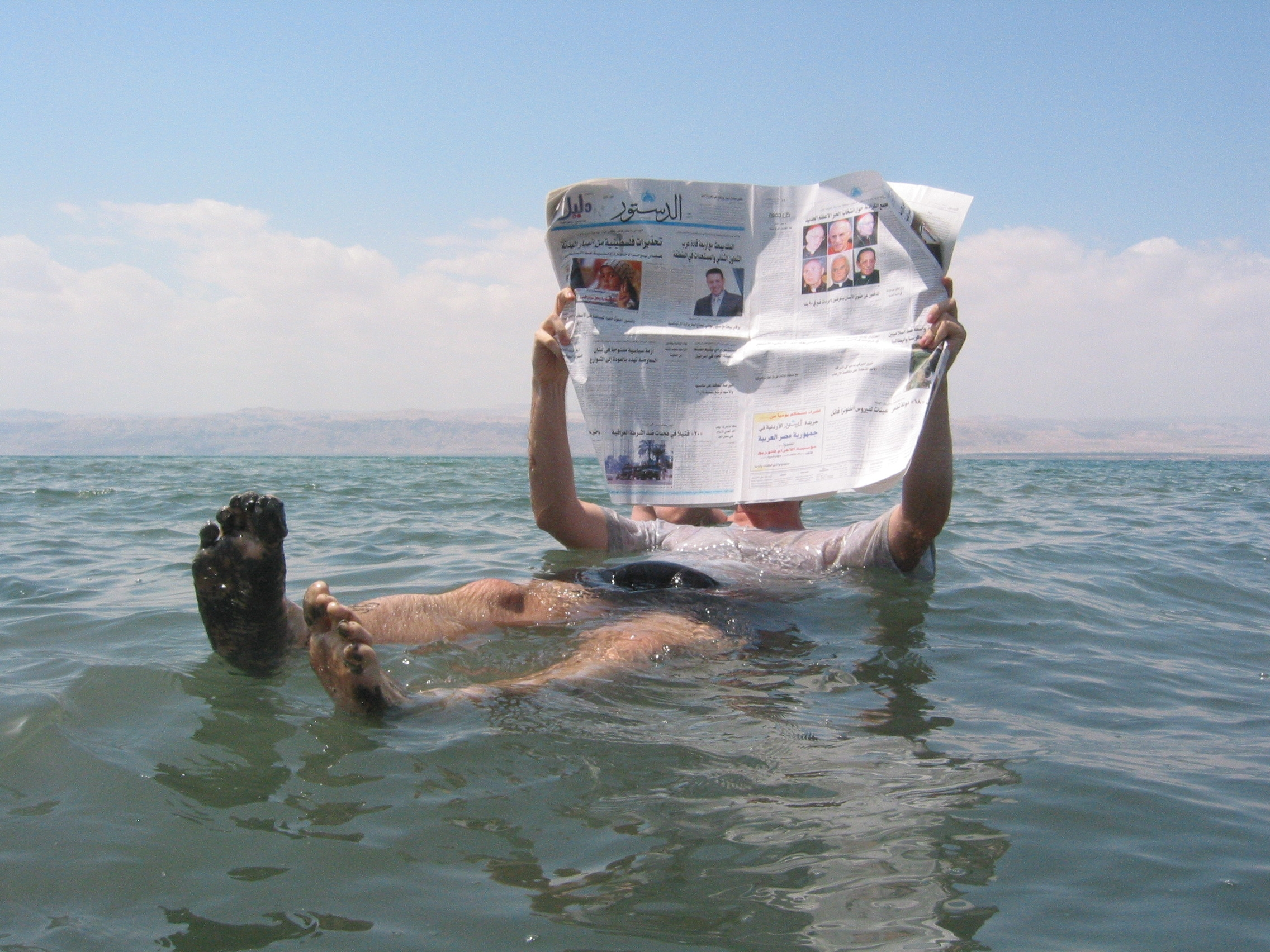
浮かびながら新聞を読む人
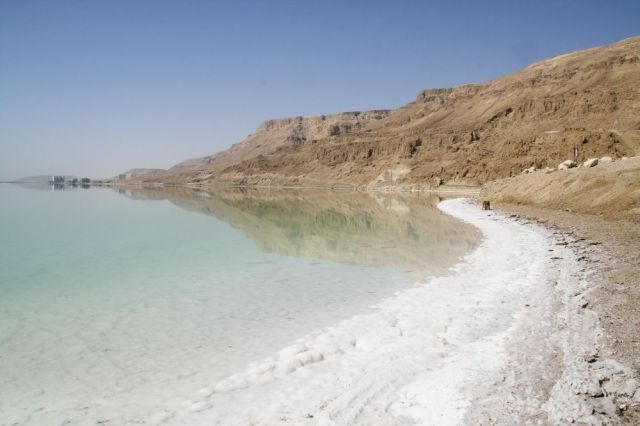
湖岸に堆積した塩
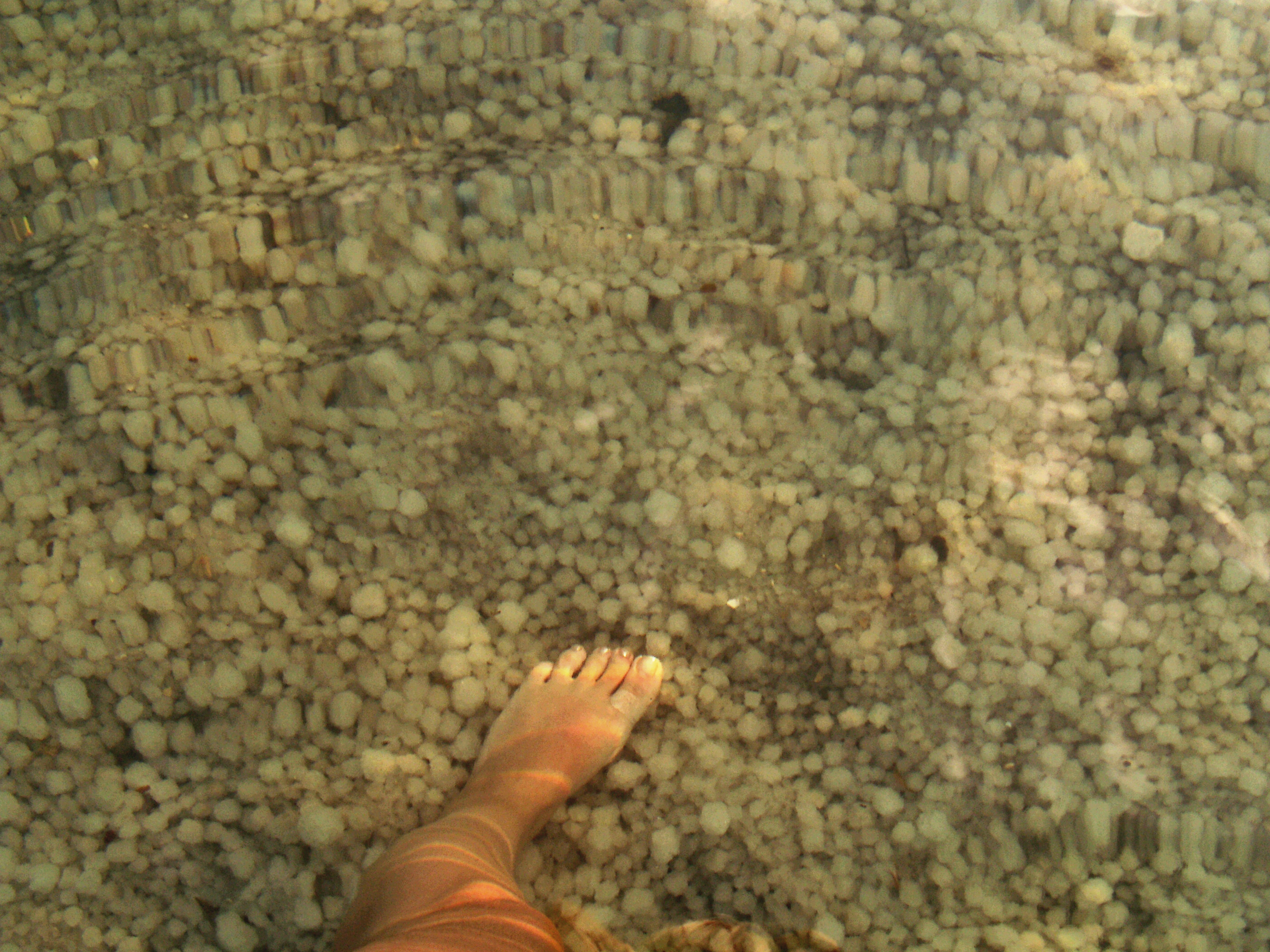
湖岸の塩の結晶
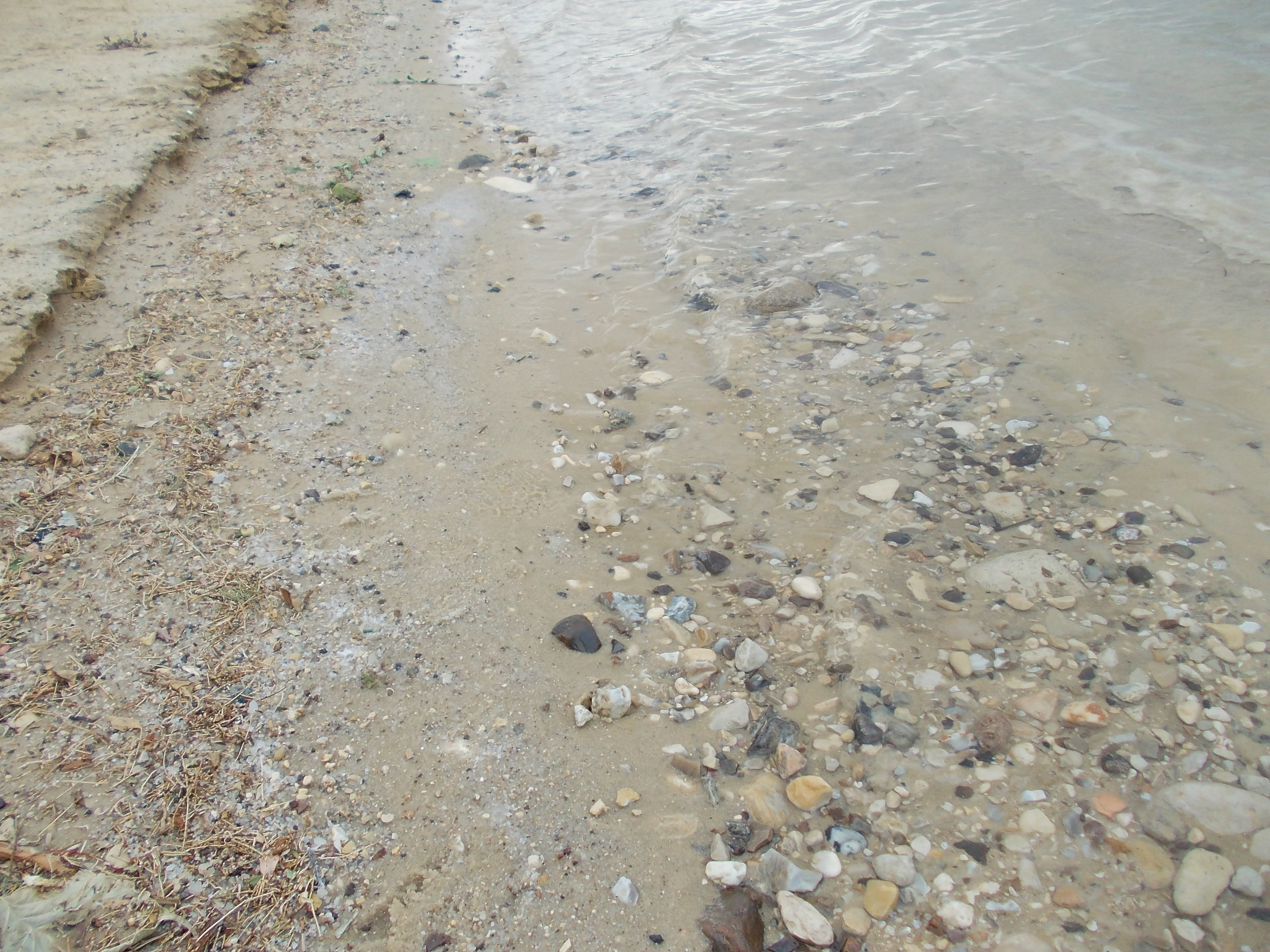
湖岸の砂礫。鋭くとがった石が多い。

## エピソード
- 死海の水はにがりの主成分である塩化マグネシウムを多く含んでいるため、テレビ番組『世界の果てまでイッテQ!』の企画で死海の水による豆腐作りが行われたことがある（当初は漬物を作ったが、非常に苦い漬物が出来上がってしまい、失敗している）。
- 2005年に行われた愛・地球博では、長久手会場内のヨルダン館に死海の水が運び込まれ、水面に浮く体験（「沈黙の浮遊」）をすることができた[16]。